# Liphyra robusta
Liphyra robusta är en fjärilsart som beskrevs av Felder 1865. Liphyra robusta ingår i släktet Liphyra och familjen juvelvingar. Inga underarter finns listade i Catalogue of Life.